# Manoir de Ghaisne
Le manoir de Ghaisne est un manoir situé à Vallons-de-l'Erdre (commune déléguée de Freigné) dans le département de Loire-Atlantique, Pays de la Loire, en France.

## Historique
L'édifice date des XVe et XVIe siècles (1565 est inscrit sur la façade).
Il est inscrit au titre des monuments historiques en 1968.

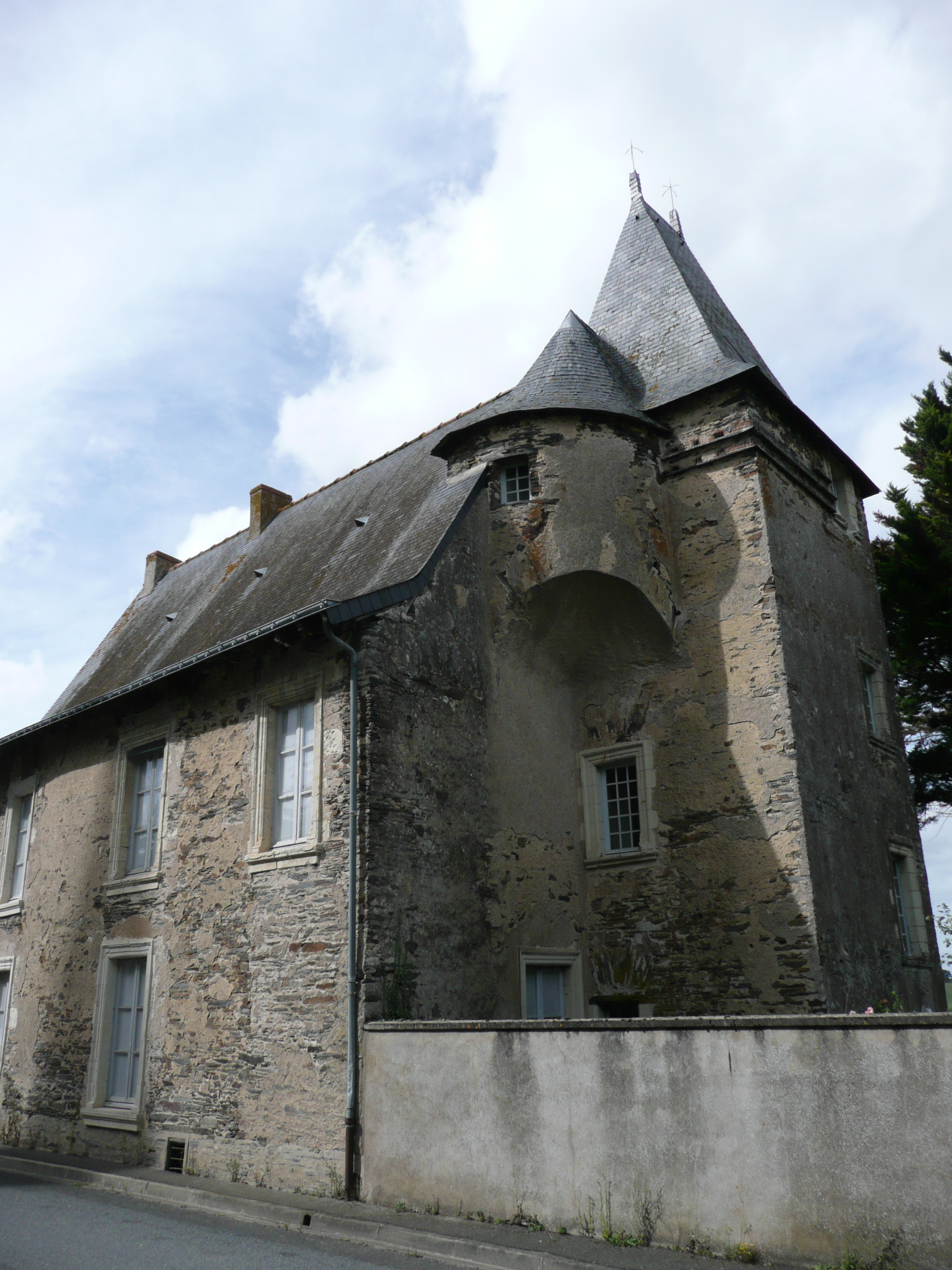